# Bobby Wahl
Robert Martin Wahl (né le 21 mars 1992 à Springfield, Virginie, États-Unis) est un lanceur de relève droitier des Dodgers de Los Angeles de la Ligue majeure de baseball.

## Carrière
Bobby Wahl est choisi par les Indians de Cleveland au 39e tour de sélection du repêchage de 2010, mais il repousse l'offre pour rejoindre les Rebels de l'université du Mississippi, puis signe son premier contrat professionnel avec les Athletics d'Oakland, qui le réclament au 5e tour du repêchage de 2013.
Il fait ses débuts dans le baseball majeur avec Oakland le 3 mai 2017.